# Cykl hydroksypropionowy

Schemat cyklu hydroksypropionowego.

Cykl hydroksypropionowy, droga hydroksypropionowa, cykl 3-hydroksypropionowy – jest to droga autotroficznego wiązania CO2 przez termofilne, fototroficzne bakterie typu Chloroflexus. Wariant tego szlaku metabolicznego występuje także u autotroficznych przedstawicieli Sulfolobales (Crenarchaeota).
Cykl hydroksypropionowy rozpoczyna przyłączenie cząsteczki CO2 do acetylo-CoA przez karboksylazę acetylo-CoA. Reakcja wymaga dostarczenia energii w postaci ATP. Powstały malonylo-CoA redukowany jest do hydroksypropionylo-CoA i w kolejnej reakcji do propionylo-CoA. Karboksylaza priopionylo-CoA przyłącza kolejną cząsteczkę CO2. Reakcja ta podobnie jak pierwsza karboksylacja wymaga dostarczenia energii w postaci ATP. Po przyłączeniu drugiej cząsteczki CO2 zostaje wytworzony metylomalonylo-CoA rozkładany na acetylo-CoA i cząsteczkę kwasu glioksalanowego. W efekcie jednego obrotu cyklu dwie cząsteczki CO2 zostają włączane do związku organicznego – powstaje jedna cząsteczka kwasu glioksalanowego. Zużyte zostają także 3 cząsteczki ATP i dwie cząsteczki równoważników redukcyjnych.